# White Tiger (Band)
White Tiger war eine US-amerikanische Glam-Metal-Band der 1980er Jahre, die 1986 ihr erstes und einziges reguläre Album unter dem gleichnamigen Titel veröffentlichte.

## Geschichte
Der Rocksänger David Donato und der Gitarrenlehrer Mark Norton, der sich als Gitarrist den Namen Mark St. John zulegte, lernten sich im Herbst 1979 bei Randy Rhoads’ letztem Auftritt mit Quiet Riot im Starwood-Nachtclub in West Hollywood kennen. Ein erstes musikalischen Zusammenspiel erfolgte, als Donato St. John zu Dali holte, einer Band, in der der frühere Deep-Purple-Musiker Glenn Hughes den Bass bediente. Doch sowohl Donato als auch St. John waren bei Dali unzufrieden. Donato gab ein kurzes Gastspiel bei der Heavy-Metal-Band Black Sabbath, für die er als Sänger in Frage kam. Sabbath-Bandleader Tony Iommi entschied sich dann jedoch für das dritte Dali-Mitglied: Glenn Hughes. St. John jobbte nebenher als Repräsentant für Charvel/Jackson-Gitarren, was ihn in Kontakt mit der Hard-Rock-Band Kiss brachte, mit der er dann 1984 das Album Animalize aufnahm und auf Tour ging, bis ihn sein Gesundheitszustand zum Aufhören zwang. Sein Bruder Michael Norton war ebenfalls zeitweise bei Kiss angestellt, und zwar als Gitarrenroadie.
1985 gründeten Donato (Gesang), St. John (Gitarre) und Norton (Bass) White Tiger. Für das Schlagzeug wurde Anfang 1986 der bis dato unbekannte Brian James Fox gewonnen, welcher später in der Band Silent Rage spielte. Die Band erlangte mit dem Erscheinen ihres Debüts 1986 einen Achtungserfolg ohne herausstechenden Hit. Das selbstbetitelte Album wurde mitunter auch als „Year of the Tiger“ bezeichnet.
Demos für ein geplantes zweites Album mit dem Titel „On the Prowl“ wurden aufgenommen, aber letztlich nicht veröffentlicht. Im März 1999 gab das Label M.I.L 20 dieser Rohfassungen unter dem Titel Raw heraus.
Gitarrist Mark St. John, der auch zu seinen Kiss-Zeiten durch sein Leiden an der Krankheit Morbus Reiter oft bei musikalischen Aktionen verhindert war, verstarb überraschend am 5. April 2007 an einem Gehirnschlag.

## Stil
Die Stil-Angaben variieren: Genannt werden Hardrock, Heavy Metal, US-Metal und Glam Metal. Bei Discogs heißt es zum Beispiel, White Tigers Glam-Metal-Image und Sound erinnere etwas an Kiss aus den 1980er-Jahren. Dagegen schreibt Stefan Wille auf thecorroseum.org: „Fönfrisuren und Outfits der Jungs von White Tiger täuschen etwas: hier wird weder Glam noch süßer Soft Rock geboten, sondern recht flotter, energiegeladener Heavy Rock bis Metal. Zwar sind mehrstimmige Refrains Standard und das Material ist nicht zu hart, dennoch gehen Kracher wie Runaway oder Stand & Deliver sofort in Gehörgang und Nackenmuskeln. Das Album besticht durch seine Kompaktheit, alle Songs bewegen sich auf konstant gutem Niveau, die Produktion ist etwas verwaschen, aber ordentlich.“
Mark St. John bestach durch sein Rhythmusgefühl und die songdienlichen, kurzen, nicht selbstdarstellerischen Soli. David Donato merkte man das Vorbild Robert Plant an.

## Rezeption
Jens Reimnitz urteilte im Horror Infernal: „So schlecht wie ein großes Kommerzblatt geschrieben hat (wohl nicht kommerziell genug!), ist diese LP bei weitem nicht. So gut, wie sie ein eingefleischter Kiss-Fan erwarten würde, auch nicht. Was bleibt, ist Heavy Metal fern von gut und böse!“
Die sich extravertiert, übertrieben schrill und mit einem Übermaß an Testosteron in Szene setzende, musikalisch eigentlich hoffnungsvolle, Band habe das Ende der Hair-Band-Ära verursacht, spottete Martin Popoff in seinem Buch The Collector’s Guide of Heavy Metal Volume 2: The Eighties.

## Diskografie
- 1986: White Tiger (EMC Records, Wiederveröffentlichung 1999)
- 1999: Raw (M.I.L Multimedia)